# Český esperantský svaz
| Esperanto |  |
| |  |
| Jazyk |  |
| |  |
| - Akademie esperanta - Gramatika - Slovníky - Esperantologie - Abeceda - Číslovky - Fundamento - lernu! - Letní škola esperanta                                                                             |  |
| |  |
| Organizace |  |
| |  |
| - UEA - TEJO - E@I - EEU - SAT - Český esperantský svaz - Česká esperantská mládež - Esperantské kluby - Katolíci                                                                                           |  |
| |  |
| Dějiny |  |
| |  |
| - Ludvík Lazar Zamenhof - Časová osa - Buloňská deklarace - Ido-schizma - Krize ata/ita - Neutrální Moresnet - Interhelpo - Pražský manifest - Bona Espero - Esperantské město                              |  |
| |  |
| Kultura |  |
| |  |
| - Esperantská setkání - Pasporta Servo - Hudba - Rozhlas - Finvenkismus - Homaranismus - Kabei - Politika - La Espero - Stelo - Symboly (vlajka) - UK - IJK - Esperantista - Rodilí mluvčí - Zamenhofův den |  |
| |  |
| Literatura |  |
| |  |
| - Autoři - Esperantské časopisy - Esperantské slovníky - PIV - Wikipedie - KAEST |  |
| |  |
| Úhly pohledu |  |
| |  |
| - Propedeutická hodnota - Srovnání s idem - Srovnání s interlinguou - Reformy - Odpor vůči esperantu |  |

Český esperantský svaz (zkratka ČES; v esperantu Ĉeĥa Esperanto-Asocio, ĈEA) je největší českou esperantisty sdružující organizací a zemskou organizací Světového esperantského svazu (UEA) v Česku. Byl založen v březnu 1969 v Brně. O několik měsíců později byl založen také Svaz slovenských esperantistů.
Po vzniku České a Slovenské Federativní Republiky byl Československý esperantský svaz k 16. květnu 1990 zaregistrován v souladu s novou legislativou jako občanské sdružení.

## Poslání a činnost
Posláním ČES je přispívat k podpoře jazykových práv a spravedlivému řešení problémů v mezinárodní jazykové komunikaci, k uchování kulturní plurality a podpoře přátelství, tolerance a porozumění mezi lidmi, v souladu s ustanovením článků 2 a 7 Všeobecné deklarace lidských práv přijaté 10. 12. 1948 Organizací spojených národů. Za tímto účelem šířit a všestranně používat mezinárodní neutrální jazyk esperanto.
ČES sdružuje komise a
sekce, odborné skupiny a kluby v jednotlivých místech České republiky a je
otevřen spolupráci s dalšími organizacemi s podobnými idejemi a
hodnotami.
Český esperantský svaz
- informuje o esperantu a problematice mezinárodní jazykové komunikace ve sdělovacích prostředcích

- vydává svazový časopis Starto a nepravidelný internetový zpravodaj ĈEA-Retkomunikoj a spravuje informační portál www.esperanto.cz
- pečuje o jazykové a odborné vzdělávání svých členů
- pořádá každoroční konference (resp. sjezdy) a další akce
- spravuje Muzeum esperanta ve Svitavách a knihovnu ČES a zpracovává a zpřístupňuje materiály k historii a současnosti E-hnutí v České republice

- podílí se na realizaci konkrétních projektů (počítačová gramotnost, Wikipedie, internetová databáze ČES, překlady beletrie, písní a textů z oblasti cestovního ruchu, putovní výstava apod.)

- zprostředkovává další služby (členství ve Světovém esperantském svaze a účast na světových kongresech, prodej knih, tzv. Pasová služba – ubytování v soukromí, předplatné časopisů ze zahraničí a další)

- podporuje a realizuje vzdělávací, socializační a další programy pro děti a mládež, seniory a zdravotně postižené

- spolupracuje s dalšími esperantskými i neesperantskými organizacemi v ČR a v zahraničí

### Kontaktní informace
náměstí Míru 1
568 02
Svitavy
IČO: 00443034
DIČ:
Telefon: 774 999 091
E-mail: ces zavináč esperanto.cz
(Zdroje:  a )